# Beat Keller (Politiker)

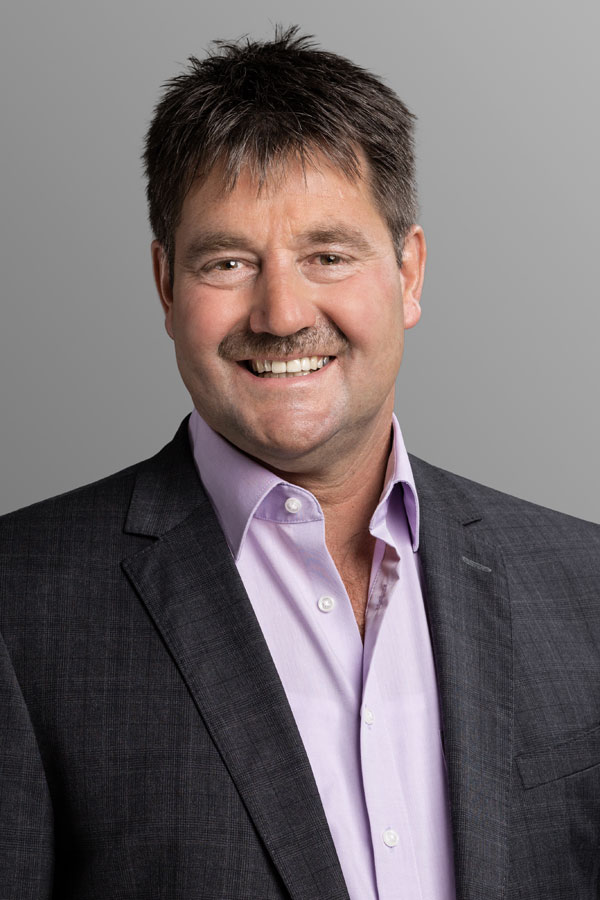
Beat Keller (2019)

Beat Keller (* 4. Juli 1966 in Lachen SZ) ist ein Schweizer Politiker (CVP).

## Leben
Keller ist aktiver Landwirt und war von 1996 bis 2012 Mitglied im Schwyzer Kantonsrat. Er war von 2002 bis 2014 im Gemeinderat von Altendorf SZ und ist seit 2014 Gemeindepräsident.
Für die Erneuerungswahlen des Bundesparlaments vom Oktober 2019 kandidierte Keller für einen Sitz im Nationalrat, wurde jedoch nicht gewählt.
Keller ist der Onkel von Schlagersängerin Beatrice Egli.